# Löten, Kilafors
Löten är en by i Hanebo socken, Bollnäs kommun i Gävleborgs län. 

## Beskrivning
Byn Löten ligger ca 3 km sydväst om Kilafors längs länsväg X 614 mot Hällbo. Bebyggelsen finns öster och söder om Bofarasjön. Byn har från ursprunget bestått ett antal jordbruksfastigheter, varifrån avstyckningar skett från 1800-talet fram till 2000-talet. Till byn Löten hör även fäbodar vid Lötbodarna, respektive utmark söder om sjön vid de så kallade Ängarna som ingår i jordbruksfastigheterna. Byn Löten gränsar till Bofara och Hallen. På grund av utflyttning av gårdar vid laga skiftet i mitten av 1800-talet är gränsar fastigheterna under Bofara och Löten mot varandra på ett flertal platser kring Bofarasjön. I Löten finns ett vattenverk som försörjer tätorten Kilafors-Sibo samt omnejd med vatten. Från vattentäkten i Västansjö pumpas vattnet över till Löten. Byn har sedan mitten på 1980-talet egen bygdegård som ägs och drivs av Lötens bygdegårdsförening i den före detta skolan.

## Historia
Löten hade egen småskola från 1870-talet fram till 1984, den går under namnet Lötskolan.
Mark till skolhusbygget skänktes år 1877 av dåvarande bonden Lars Jonsson ägare av Löten No 1. till byamännen uti Löten, Hallen, Bofara och Västerberg. Skolan såldes år 1984 till Lötens bygdegårdsförening vilka sedan har haft en livlig verksamhet i lokalerna. Diversehandel fanns tidigt i Löten, det var svågrarna Anders Lindblom och Hans Hansson som år 1877 öppnade diversehandel vid vägskälet i byn precis i gränsen mellan byarna Bofara och Löten, butiken som sedan från mitten av 1900-talet kom att få namnet "Löboa". Butiken stängdes år 1987. Byn hade också en egen urmakare, bonden Johan Nilsson "Erik-Jans Johan" var ofta anlitad när någon behövde en ny klocka eller hjälp med en krånglande klocka.